# Gillis Grafström
Gillis Grafström (Estocolm, Suècia-Noruega 1893 - Potsdam, Alemanya 1938) fou un patinador i arquitecte suec. Grafström és considerat un dels millors patinadors suecs de tota la història gràcies al seu palmarès, que inclou quatre medalles olímpiques i tres mundials.

## Biografia
Va néixer el 7 de juny de 1893 a la ciutat d'Estocolm, en aquells moments capital de la Suècia-Noruega i que avui en dia és capital del Regne de Suècia.
L'any 1925 s'instal·là a Potsdam (Alemanya) on treballà en diverses instal·lacions esportives de patinatge sobre gel. Així mateix estudià arquitectura a la Universitat Tècnica de Berlín i posteriorment exercí d'aquesta professió. Morí el 14 d'abril de 1938 a la ciutat de Potsdam a causa d'un problema sanguini després d'una transfusió.

## Carrera esportiva
Debutà als Jocs Olímipcs en l'edició de 1920 realitzada a Anvers (Bèlgica). En el transcurs de la competició se li trencaren els patins, i gràcies al fet que les regles del moment li permeteren comprar-ne un de nous aconseguí guanyar la medalla d'or en la competició individual. En l'edició de 1924 realitzada a Chamonix (França) aconseguí guanyar novament la medalla d'or, convertint-se en l'únic esportista en categoria individual en aconseguir retenir el títol olímpic en uns Jocs Olímpics d'Hivern després d'haver-lo aconseguit en unes d'estiu.
En els Jocs Olímpics d'Hivern de 1928 realitzats a Sankt Moritz (Suïssa) aconseguí fer-se, novament, amb la medalla d'or. Favorit per guanyar un nou títol en els Jocs Olímpics d'Hivern de 1932 realitzats a Lake Placid (Estats Units d'Amèrica, durant la final individual col·losionà amb un fotògraf després d'haver fet una giravolta i fou relegat al segon lloc de la taula general.
Sense participar al llarg de la seva carrera esportiva en el Campionat d'Europa de patinatge artístic sobre gel, en el Campionat del Món de patinatge artístic sobre gel aconseguí guanyar les edicions de 1922, 1924 i 1929.